# Ulf Carlsson
Ulf "Tickan" Carlsson, född 1961 i Falkenberg, är en svensk bordtennisspelare. Han debuterade i elitserien som 15-åring 1976 för Falkenbergs BTK. 1980 vann han SOC och var med om att ta EM-guld i lag 1980 och 1986. Tillsammans med Mikael Appelgren tog han VM-guld i dubbel och året efter tog han hem tre medaljer vid EM. Som aktiv deltog Carlsson i sex VM- och fem EM-turneringar.